# Monoculodes spinipes
Monoculodes spinipes är en kräftdjursart som beskrevs av Mills 1962. Monoculodes spinipes ingår i släktet Monoculodes och familjen Oedicerotidae. Inga underarter finns listade i Catalogue of Life.